# Тип 80 (танк)
Type 80 — основний бойовий танк другого покоління виробництва корпорації NORINCO, який мав велику вогневу міць, сучасну систему керування вогнем, високу мобільність і надійний бронезахист. Танк type 80 був пристосований до умов сучасної війни.
Танки було оснащено покращеною 105 мм нарізною гарматою та чотирма типами боєприпасів.
Система керування вогнем має лазерний далекомір, балістичний комп'ютер і двонаправлений стабілізатор, це дає змогу нанести дуже точно перший постріл.
Танки також оснащено різними системами та обладнанням у середині корпусу та башти для захисту від ядерної, біологічної та хімічної зброї, обладнання для підводного водіння танку, автоматична система пожежогасіння, динамічний захист та засоби нічного бачення.

## Історія створення
NORINCO (China North Industries Corporation — Китайська північна промислова компанія) почала вивчати прототипи ОБТ другого покоління у 1978, а перший прототип було створено у 1985. Розробка була завершена у 1988. Новий танк отримав назву Type 80, хоча він також згадується як Type 88 та Type 69-III.
Основними покращеннями Type 80 порівняно з попереднім ОБТ Type 69 включала в себе встановлення нової комп'ютеризованої системи керування вогнем, що збільшило ймовірність попадання першим пострілом, лазерний далекомір, систему стабілізації, 105 мм нарізну гармату, нову торсіону підвіску з шістьма котками для поліпшеного пересування по пересічній місцевості, більш потужний дизельний двигун, обладнання пасивного нічного бачення і обладнання для підводного водіння танку.
ОБТ Type 80 може атакувати рухомі цілі з місця.

## Конструкція
Корпус Type 80 є суцільнозвареної сталевої конструкції і має у передній частині місце водія, бойове відділення у центрі та моторно-трансмісійне відділення у кормі.
Місце водія знаходиться зліва у передній частині корпусу і має кришку люку яка відкривається вліво. На ній розташовано два денних перископи, один з яких можна замінити інфрачервоним або пасивним нічним перископом.
На верхній лобовій деталі (ВЛД) розташовано щиток який захищає від потрапляння води у люк під час пересування танка бродом.
На ВЛД можуть бути встановлені додаткові плити композитної броня для кращого захисту Type 80.
Башта розташована у центрі корпусу з місцями командира зліва, стрільця попереду командира і заряджаючого справа. На башту також можна встановити композитну броню для додаткового захисту.
У командира є командирська башточка, яку можна обертати вручну на 360° та кришка люку яка відкидається вперед з двома перископами для огляду обидва боки. Спереду цього люку розташовано ще три перископи. У заряджаючого кришка люка кругла відкривається наліво.

## Озброєння
Головним озброєнням є 105 мм нарізна гармата яка може вести вогонь боєприпасами Європейського та Китайського виробництва. Кути вертикального наведення становлять від -4.5 до +18°, а башта обертається на 360°. 105 мм гармата, яка подібна до Західної L7/M68, оснащена витяжним екстрактором та тепловим кожухом. 105 мм гармата стріляє набоями розробки NORINCO: APFSDS-T (дульна швидкість 1,455 м/с), HEAT-T (1,173.5 м/м), HESH (731.5 м/м) та HE (850 м/м).
На танку встановлено спарений 7,62 мм кулемет та 12,7 мм зенітний кулемет на люку заряджаючого.
З обох боків башти змонтовано чотири направлених вперед димових гранатомети з електричним керуванням. З боків та на задній частині башти є захисний сітчастий екран. Він дає захист від кумулятивних снарядів, які детонують не достаючись до основної броні.
Система керування вогнем має балістичний комп'ютер, лазерний далекомір вбудований у стабілізований приціл, сенсори і систему стабілізації гармати. Обладнання нічного бачення відноситься до другого покоління приладів.

## Рушій
ОБТ Type 80 оснащено дизелем Model VR36 потужністю 700 к.с та 2,000 обертів/хвилин, але пізніші моделі мають двигун потужністю 730 к.с. Type 80 мав два вихлопних отвори по обидва боки. На ходу танк міг створювати свою димову завісу.
Для збільшення дальності дії у кормі можна встановити два додаткових паливних баки; за необхідності їх можна скинути.
Нова торсіонна підвіска мала шість подвійних обрезиненних опорних котки, ведуча зірка розташована позаду, проміжний коток спереду і три підтримуючих котки. Перший, другий, п'ятий та шостий котки мали гідравлічні поглиначі.
Верхня частина гусениці прикрита спідницями, які шарнірно відкидаються догори для доступу до підвіски.

## Обладнання
Стандартне обладнання включало в себе систему захисту від ядерної, біологічно та хімічної зброї, прилади нічного бачення для командира, стрільця та водія та обладнання для встановлення дихальної труби на кришку люка заряджаючого; це дозволяло танку перетинати водні перешкоди глибиною до 5 м та шириною до 600 м. У кормі перевозилася колода самовитягування.
Обладнання для радіозв'язку складалося з радіостанції YRC-83 та ТПП VIC-8. Також на танку було встановлено автоматичну систему пожежогасіння.

## Варіанти
- Type 80 (ZTZ-80) — розвиток Type 59/69. Дослідний прототип на базі «Type 79», 1985 р = 105-мм нарізна гармата Type 83.
- Type 80-I — дослідний = 105-мм нарізна гармата Type 83.
- Type 80-II (Type 85) — дослідний, 1985 р = 105-мм нарізна гармата Type 83. Мав вагу 38,5 т, радіостанцію Type VRC-83, полу-автоматичну трансмісію замість ручної, іншу систему керування вогням. Не мав сітчатого екрану на башті на відміну від інших танків серії.
- Type 80-III — дослідний = 125-мм гладкоствольна гармата (неліцензована копія 2А46).

## Оператори
- КНР — 500
- М'янма — 200